# Миртов, Дмитрий Павлович
Дмитрий Павлович Миртов (1 [13] августа 1867 или 1 сентября 1867, Константиново, Рязанская губерния — 1941, Ленинград) — русский писатель, богослов, историк философии.

## Биография
Родился 1 (13) августа 1867 года в селе Константиново Рязанского уезда Рязанской губернии в семье священника.
В 1887 году окончил Рязанскую духовную семинарию и поступил в Санкт-Петербургскую духовную академию. Во время учёбы занимался исследованиями в области истории философии. Будучи студентом четвёртого курса, написал работу «Климент Александрийский, как моралист», которая позднее стала магистерской диссертацией. Окончил духовную академию в 1891 году со степенью кандидата богословия.
В 1891—1894 годах был преподавателем философии, логики, психологии и педагогики в Волынской духовной семинарии. С декабря 1894 года — преподаватель Санкт-Петербургской духовной академии. Одновременно, в 1906—1908 годах был редактором «Церковного вестника». В 1909 году защитил магистерскую диссертацию. В 1914 году получил степень доктора богословия за сочинение «Учение Лотца о духе человеческом и духе абсолютном» (эта работа была удостоена также Макарьевской премии).
В Петербургской духовной академии был последовательно преподавателем, доцентом, экстраординарным и ординарным профессором. Одновременно, преподавал в звании профессора в 1914—1918 годах историю философии в Психоневрологическом институте. Состоял секретарём Петербургского духовного цензурного комитета.
В 1906—1908 гг. был редактором журнала Санкт-Петербургской духовной академии — «Церковный вестник».
Был награждён орденами Св. Станислава и Св. Анны 3-й и 2-й степени, Св. Владимира 4-й степени.
В 1919 году избран профессором кафедры философии факультета общественных наук Петроградского университета, преподавал в университете до 1921 года; в 1921—1922 годах — преподаватель Педагогической академии. С 1919 года и до выхода на пенсию в 1929 году работал сотрудником Публичной библиотеки: от должности каталогизатора до научного сотрудника, старшего помощника библиотекаря.
Умер в 1941 году в блокадном Ленинграде.

## Публикации
Д. П. Миртов — автор более 50 печатных работ, в том числе нескольких книг, относящихся преимущественно к истории философии. Неоднократно переиздавались литографические курсы его лекций и их конспекты по истории древней и новой философии, читавшиеся в духовной академии.
- Заслуги профессора Василия Николаевича Карпова для русской философской мысли // Памяти русского философа Василия Николаевича Карпова, профессора СПб Духовной академии, по случаю столетия со дня рождения. — СПб., 1898
- «Нравственное учение Климента Александрийского». (СПб., 1900), магистерская диссертация[5]
- Лекции по истории древней философии. — СПб., 1904
- «Нравственная автономия по Канту и Ницше» (СПб., 1905)[6]
- Новые профессоры философии в СПб Духовной академии — монах Евгений и Игнатий Феслер. — СПб., 1909
- «Учение Лотце о духе человеческом и Духе Абсолютном» (СПб., 1914), докторская диссертация[7]
- М. И. Каринский и его философские воззрения // Мысль и слово: Филос. ежегодник, изд. под ред. Г. Шпета. — Пг.; М., 1918—1921.

Печатался в периодических изданиях, в том числе под псевдонимом «С. П.». Он автор статей «Схоластика» и «Аристотель» в Словаре Брокгауза и Ефрона.